# Saint-Jean-aux-Amognes
Saint-Jean-aux-Amognes ist eine französische Gemeinde mit 526 Einwohnern (Stand 1. Januar 2022) im Département Nièvre in der Region Bourgogne-Franche-Comté (vor 2016 Bourgogne). Die Gemeinde gehört zum Arrondissement Nevers und zum Kanton Guérigny (bis 2015 Saint-Benin-d’Azy).

## Geografie
Saint-Jean-aux-Amognes liegt etwa elf Kilometer ostnordöstlich von Nevers in Zentralfrankreich. Umgeben wird Saint-Jean-aux-Amognes von den Nachbargemeinden Montigny-aux-Amognes im Norden und Nordwesten, Saint-Sulpice im Norden, Saint-Firmin im Nordosten, Saint-Benin-d’Azy im Osten, La Fermeté im Süden sowie Sauvigny-les-Bois im Westen und Südwesten. 

## Bevölkerungsentwicklung
| Jahr                       | 1962 | 1968 | 1975 | 1982 | 1990 | 1999 | 2006 | 2013 |
| Einwohner                  | 373  | 344  | 300  | 340  | 452  | 466  | 463  | 516  |
| Quellen: Cassini und INSEE |      |      |      |      |      |      |      |      |

## Sehenswürdigkeiten
- Kirche Saint-Jean-Baptiste, Monument historique
- Schloss Sury aus dem 17. Jahrhundert